# Pinnaxodes floridensis
Pinnaxodes floridensis is een krabbensoort uit de familie van de Pinnotheridae. De wetenschappelijke naam van de soort is voor het eerst geldig gepubliceerd in 1961 door Wells & Wells.